# John Percy Vyvian Dacre Balsdon
John Percy Vyvian Dacre Balsdon (* 4. November 1901 bei Bideford; † 18. September 1977) war ein britischer Althistoriker.
Nach dem Besuch der Exeter School studierte er am Exeter College in Oxford, wo er auch von 1927 bis 1969 Alte Geschichte lehrte. Seit 1967 war er Mitglied der British Academy. Sein Forschungsgebiet war die römische Geschichte.